# Intendencia Departamental de Montevideo
La Intendencia de Montevideo es el organismo que dirige la rama ejecutiva y administrativa del departamento de Montevideo.

## Funciones
Dicha entidad gubernamental funciona como un segundo nivel de gobierno, luego del gobierno nacional. Se ocupa de los grandes temas concernientes al departamento y coordina el proceso de descentralización en municipios.

## Historia
Desde los albores del 1830 la jefatura departamental era ejercida por el entonces Jefe Político y de Policía de Montevideo. El  18 de diciembre de 1908 fue promulgada la ley de creación de las intendencias departamentales, siendo Daniel Muñoz el primer Intendente del departamento de Montevideo, quien ocupó el cargo desde el año 1909 hasta 1911.
Posteriormente las intendencias serían suprimidas y reemplazadas por la Constitución de 1918 y restablecidas por el golpe de Estado de Gabriel Terra en 1933 y posteriormente por la Constitución de 1934. 
Aunque una nueva carta magna en 1952 volvió a suprimirlas, aunque no desaparecieron inmediatamente de entrada en vigencia la misma, sino a partir de febrero de 1955; cuando se creó el entonces Consejo Departamental, que constituía en un ejecutivo colegiado, integrado por siete miembros. 
Las intendencias fueron restablecidas, esta vez, y de forma definitiva, por la Constitución de 1967, carta magna que rije hasta la actualidad. Desde 1967 hasta el año 2009 se la denominó como Intendencia Municipal de Montevideo, pero con la entrada en vigencia del llamado «tercer nivel de gobierno», es decir la creación de los  municipios dentro del departamento debió sustituirse el término municipal en el organismo. Por lo que el ejecutivo departamental pasó a tener la denominación actual de Intendencia de Montevideo.

## Administración
El intendente, es el jefe comunal, y quien se encarga de la gestión del ejecutivo departamental. Este está acompañado por un secretario general y un prosecretario. Los mismos son cargos exclusivos y de confianza. En caso de ausencia temporal o definitiva del Intendente, lo suplirá el primer suplente electo en las elecciones departamental respectivas y así sucesivamente 
Desde el 12/7/2024 el intendente de Montevideo es el economista y docente universitario Mauricio Zunino, quien pasó a ocupar el cargo luego de la renuncia de la ingeniera Carolina Cosse para integrar la fórmula presidencial del Frente Amplio en las elecciones generales de Uruguay de 2024.

### Departamentos
De acuerdo con lo establecido en el Art. 280 de la Constitución de la República, 

"El Intendente determinará la competencia de las direcciones generales de departamento y podrá modificar su denominación"

Los departamentos están dirigidos por un director general quienes integran el concejo o gabinete departamental. 
Actualmente, la Intendencia de Montevideo tiene los siguientes Departamentos:
- Secretaría General
- Departamento de Recursos Financieros
- Departamento de Cultura
- Departamento de Movilidad
- Departamento de Desarrollo Ambiental
- Departamento de Desarrollo Económico
- Departamento de Desarrollo Social
- Departamento de Desarrollo Sostenible e Inteligente
- Departamento de Desarrollo Urbano
- Departamento de Planificación

## Sedes

Palacio Jackson Sede de la Intendencia de Montevideo y el Consejo Departamental de Montevideo (1906 - 1941)
Palacio Municipal Sede de la Intendencia de Montevideo y el Consejo Departamental de Montevideo (1941 - presente)